# Dominic Duval
Dominic Duval (1944 - 22 de julio de 2016) fue un bajista de free jazz estadounidense.
Desde la década de 1990, estuvo activo en la escena del jazz de la ciudad de Nueva York. No empezó a grabar con regularidad hasta 1990, desde entonces ha aparecido en un gran número de álbumes, especialmente en los sellos CIMP, Cadence Jazz y Leo Records. Como resultado, Allmusic describió a Duval como "sin duda ... uno de los bajistas de free jazz con más grabaciones del planeta".  Todd Jenkins describe a Duval y al baterista Jay Rosen como la "sección rítmica house" de CIMP, dada la cantidad de grabaciones en las que han aparecido juntos.  : 231 La libertad de expresión de Duval fue primordial en su forma de tocar. Duval tocaba su bajo Hutchings más a menudo como un violín, una guitarra o un saxofón solista. Mostró líneas rápidas y texturas ricas. Rara vez tocaba el bajo en un papel rítmico de tono bajo tradicional. En cambio, interactuó libremente con otros miembros del conjunto.
Murió el 22 de julio de 2016. 

## Discografía

### Como líder o colíder
- The Wedding Band (CIMP, 1997)
- State of the Art (CIMP, 1997)
- Nightbird Inventions (Cadence, 1997)
- Live in Concert (Cadence, 1998)
- The Navigator (Leo, 1998)
- Equinox (Leo, 1999)
- Working with the Elements con Glenn Spearman (CIMP, 1999)
- Under the Pyramid (Leo, 2000)
- The Experiment (Blue Jackel, 2000)
- Undersound (Leo, 2000)
- Asylum (Leo, 2001)
- Cries and Whispers (Cadence, 1999)
- American Scrapbook (CIMP, 2002)
- Undersound II (Leo, 2003)
- No Respect (Acoustics, 2003)
- Rules of Engagement Vol. I (Drimala, 2003)
- Coming From Us (Quixotic, 2004)
- Rules of Engagement Vol. II (Drimala, 2004)
- Monkinus (CIMP, 2006)
- Mountain Air (CIMP, 2006)
- Nowhere to Hide (NotTwo, 2008)
- The Spirit of Things (CIMP, 2008)
- For the Children (Cadence, 2008)
- The Last Dance Volumes 1 and 2 (Cadence, 2009) - con Cecil Taylor
- Monk Dreams (NoBusiness, 2009)
- Magic (NotTwo, 2010)
- Park West Suite (Cadence, 2011)

### Como acompañante
Con Marshall Allen
- Mark–n–Marshall: Monday (CIMP, 1998)
- Mark–n–Marshall: Tuesday (CIMP, 1998)

Con Paul Lytton
- The Balance of Trade (CIMP, 1996)

Con Joe McPhee
- The Watermelon Suite (CIMP, 1998) como Trio X
- The Dream Book (Cadence, 1998)
- Rapture (Cadence, 1999) como Trio X
- In the Spirit (CIMP, 1999)
- No Greater Love (CIMP, 1999)
- Port of Saints (CjR, 2000)
- Angels, Devils & Haints (CjR, 2000)
- On Tour (Cadence Jazz, 2001) como Trio X
- In Black and White (Cadence, 2002) como Trio X
- Journey (CIMP, 2003) como Trio X
- The Sugar Hill Suite (CIMP, 2004) como Trio X
- In Finland (Cadence Jazz, 2004) con Matthew Shipp
- Moods: Playing with the Elements (CIMP, 2005) como Trio X
- Roulette at Location One (Cadence Jazz, 2005) como Trio X
- Air: Above and Beyond (CIMPol, 2006) como Trio X
- 2006 U.S. Tour (CIMPol, 2007) como Trio X
- Live in Vilnius (NoBusiness, 2008) como Trio X
- Live On Tour 2008 (CIMPol, 2010) como Trio X
- Live On Tour 2010 (CIMPol, 2012) como Trio X

Con Glenn Spearman y John Heward Group
- Th (CIMP, 1997)

Con Steve Swell
- Moons of Jupiter (CIMP, 1997)